# Work It Out (Def Leppard)
Work It Out è una canzone del gruppo musicale britannico Def Leppard, estratta come secondo singolo dal loro album Slang del 1996. Raggiunse la posizione numero 6 della Mainstream Rock Songs negli Stati Uniti e la numero 22 della Official Singles Chart nel Regno Unito.

## Video musicale
Come per il precedente Slang, il videoclip di Work It Out è stato diretto da Nigel Dick nell'aprile del 1996 agli Occidental Studios di Los Angeles, California, e pubblicato nel maggio dello stesso anno.

## Tracce
CD Bludgeon Riffola - Mercury/LEPDD16 (UK)/578 271-2 (INT)
- Work it Out
- Work it Out (Demo)
- Truth? (Demo)

CD Bludgeon Riffola - Mercury/LEPCD16 (UK)/578 270-2 (INT)
- Work it Out
- Move With me Slowly
- Two Steps Behind (Acustica)

## Classifiche
| Classifica (1996)             | Posizione massima |
| ----------------------------- | ----------------- |
| Australia                     | 43                |
| Canada                        | 9                 |
| Regno Unito                   | 22                |
| Stati Uniti (mainstream rock) | 6                 |